# Expeditie Robinson 2004
Expeditie Robinson 2004 (en castellano, Expedición Robinson) fue un reality show de supervivencia extrema, esta es la 5.ta temporada del reality show belga-holandés Expeditie Robinson, transmitido por NET 5 y VT4. Fue conducido por Ernst-Paul Hasselbach y Roos Van Acker, se estrenó el 5 de septiembre de 2004 y finalizó el 28 de noviembre de 2004. Esta temporada fue grabado en Malasia, específicamente en el archipiélago de Sibu y contó con 18 participantes. El belga Frank Meulder es quien ganó esta temporada.
Esta quinta temporada contó con 18 participantes divididos en 2 tribus; la primera es la tribu Nederlands representada por el color blanco y la segunda es België representada por el color amarillo. Esta temporada duró 46 días.

## Equipo del Programa
- Presentadores: 
  - Ernst-Paul Hasselbach, lidera las competencias por equipos.
  - Roos Van Acker, lidera los consejos de eliminación.

## Participantes
| Participante                                   | Edad | Tribu Original | Tribu Mezclada                            | Tribu Definitiva                          | Resultado Final                            | Estadía |
| ---------------------------------------------- | ---- | -------------- | ----------------------------------------- | ----------------------------------------- | ------------------------------------------ | ------- |
| Frank Meulder Techador.                        | 37   | België         | België                                    | Teluk                                     | Ganador de Expeditie Robinson 2004         | 46 días |
| Matthias Verscheure Profesor.                  | 23   | België         | België                                    | Teluk                                     | 2.° lugar de Expeditie Robinson 2004       | 46 días |
| Marjolein Cuijpers Empresario.                 | 27   | Nederlands     | België                                    | Teluk                                     | 16.ta Eliminada de Expeditie Robinson 2004 | 45 días |
| Shandinella Cornelia Enfermera.                | 43   | Nederlands     | Nederlands                                | Teluk                                     | 15.ta Eliminada de Expeditie Robinson 2004 | 42 días |
| Ronald Groenink Piloto.                        | 43   | Nederlands     | Nederlands                                | Teluk                                     | 14.to Eliminado de Expeditie Robinson 2004 | 38 días |
| Klaar Lippe Artista.                           | 42   |                | Nederlands                                | Teluk                                     | 13.ra Eliminada de Expeditie Robinson 2004 | 35 días |
| Mick Poelvaarde Bombero.                       | 38   |                | België                                    | Teluk                                     | 12.do Eliminado de Expeditie Robinson 2004 | 30 días |
| Darline Degheldere Gerente de un banco.        | 41   | België         | België                                    | Teluk                                     | 11.ra Eliminada de Expeditie Robinson 2004 | 27 días |
| Peter Groote Dueño de una tienda.              | 33   | België         | België                                    | Teluk                                     | Abandona Por motivos personales            | 26 días |
| Mohamed Bouziane Jefe en construcción.         | 29   | België         | Nederlands                                | Teluk                                     | Abandona Por motivos personales            | 25 días |
| Kelly Eulaers Secretario.                      | 22   | België         | Nederlands                                | Teluk                                     | Abandona Por motivos personales            | 22 días |
| Frouke Fraeyenhove Estudiante.                 | 22   | Nederlands     | Nederlands                                | Teluk                                     | 7.ma Eliminada de Expeditie Robinson 2004  | 21 días |
| Mitchell Mehtouchi Graduado de Francés/Inglés. | 33   | België         | België                                    | Teluk                                     | 6.ta Eliminada de Expeditie Robinson 2004  | 18 días |
| Jeroen Hoef Estudiante.                        | 26   | Nederlands     | Nederlands                                |                                           | Abandona Voluntariamente                   | 11 días |
| Patrick Bierens Comerciante.                   | 35   | Nederlands     | België                                    | Abandona Por lesión                       | 10 días                                    |         |
| Henk Dam Director.                             | 59   | Nederlands     | België                                    | Abandona Voluntariamente                  | 4 días                                     |         |
| Erestine Schweig Contadora.                    | 44   | Nederlands     |                                           | 2.da Eliminada de Expeditie Robinson 2004 | 1 día                                      |         |
| Sarah Bleecker Trabaja en un hotel.            | 24   | België         | 1.ra Eliminada de Expeditie Robinson 2004 | 1 día                                     |                                            |         |

## Desarrollo

### Competencias
| Episodio | Emisión                  | Bienestar                            | Inmunidad                    | Eliminado              | Salida |
| -------- | ------------------------ | ------------------------------------ | ---------------------------- | ---------------------- | ------ |
| 1        | 5 de septiembre de 2004  |                                      | België                       | Klaar                  | Día 3  |
| 2        | 12 de septiembre de 2004 | België                               | België                       | Henk                   | Día 4  |
| 3        | 19 de septiembre de 2004 | België                               | Nederlands                   | Mick                   | Día 9  |
| 4        | 26 de septiembre de 2004 |                                      | België                       | Patrick                | Día 10 |
| 5        | 3 de octubre de 2004     | Nederlands                           | Nederlands                   | Mitchell               | Día 15 |
| 6        | 10 de octubre de 2004    |                                      | Mohamed                      | Shandinella / Mitchell | Día 18 |
| 7        | 17 de octubre de 2004    | Mohamed                              | Kelly                        | Frouke                 | Día 21 |
| 8        | 24 de octubre de 2004    | Mohamed / Kelly / Marjolein / Ronald | Marjolein                    | Ronald                 | Día 24 |
| 9        | 31 de octubre de 2004    | Matthias / Frank / Marjolein         | Mick                         | Darline                | Día 27 |
| 10       | 7 de noviembre de 2004   | Shandinella / Ronald / Marjolein     | Marjolein                    | Mick                   | Día 30 |
| 11       | 14 de noviembre de 2004  | Shandinella / Ronald / Marjolein     | Ronald                       | Klaar                  | Día 35 |
| 12       | 21 de noviembre de 2004  |                                      | Frank                        | Ronald                 | Día 38 |
| 13       | 28 de noviembre de 2004  |                                      | Frank / Marjolein / Matthias | Shandinella            | Día 42 |
| Episodio | Emisión                  | Consejo final                        | Ganadora                     | Salida                 |        |
| 13       | 28 de noviembre de 2004  | Frank / Matthias / Marjolein         | Frank                        | Día 45                 |        |

### Jurado Final
| Participante | Puesto      | Vota por |
| ------------ | ----------- | -------- |
| Erestine     | 1° Miembro  | Frank    |
| Mitchell     | 2° Miembro  | Frank    |
| Frouke       | 3° Miembro  | Frank    |
| Kelly        | 4° Miembro  | Frank    |
| Mohamed      | 5° Miembro  | Frank    |
| Peter        | 6° Miembro  | Frank    |
| Darline      | 7° Miembro  | Frank    |
| Mick         | 8° Miembro  | Frank    |
| Klaar        | 9° Miembro  | Frank    |
| Ronald       | 10° Miembro | Matthias |
| Shandinella  | 11° Miembro | Frank    |
| Marjolein    | 12° Miembro | Matthias |

## Estadísticas Semanales
| Participante | Episodio  | Episodio  | Episodio  | Episodio | Episodio | Episodio     | Episodio     | Episodio     | Episodio     | Episodio     | Episodio     | Episodio     | Episodio     |  |
| Participante | Equipos   | Equipos   | Equipos   | Equipos  | Equipos  | Individuales | Individuales | Individuales | Individuales | Individuales | Individuales | Individuales | Individuales |  |
| Participante | 1         | 2         | 3         | 4        | 5        | 6            | 7            | 8            | 9            | 10           | 11           | 12           | 13           |  |
| ------------ | --------- | --------- | --------- | -------- | -------- | ------------ | ------------ | ------------ | ------------ | ------------ | ------------ | ------------ | ------------ |  |
| Frank        | Gana      | Gana      | Salvado   | Gana     | Salvado  | Salvado      | Salvado      | Salvado      | Salvado      | Salvado      | Salvado      | Inmune       | Ganador      |  |
| Matthias     | Gana      | Gana      | Salvado   | Gana     | Salvado  | Salvado      | Salvado      | Salvado      | Salvado      | Salvado      | Salvado      | Salvado      | 2.º Lugar    |  |
| Marjolein    | Salvada   | Salvada   | Gana      | Gana     | Salvada  | Salvada      | Salvada      | Inmune       | Salvada      | Inmune       | Salvada      | Salvada      | Eliminada    |  |
| Shandinella  | Salvada   | Salvada   | Gana      | Salvada  | Gana     | Eliminada    |              |              | Reingresa    | Salvada      | Salvada      | Salvada      | Eliminada    |  |
| Ronald       | Salvado   | Salvado   | Gana      | Salvado  | Gana     | Salvado      | Salvado      | Eliminado    | Reingresa    | Salvado      | Inmune       | Eliminado    |              |  |
| Klaar        | Eliminada |           |           |          |          |              |              |              |              | Reingresa    | Salvada      | Eliminada    |              |  |
| Mick         | Gana      | Gana      | Eliminado |          |          |              |              |              | Reingresa    | Eliminado    |              |              |              |  |
| Peter        | Salvado   | Gana      | Gana      | Salvado  | Gana     | Salvado      | Salvado      | Salvado      | Abandona     |              |              |              |              |  |
| Mohamed      | Salvado   | Gana      | Gana      | Gana     | Salvado  | Inmune       | Salvado      | Salvado      | Abandona     |              |              |              |              |  |
| Darline      | Gana      | Gana      | Salvada   | Gana     | Salvada  | Eliminada    | Reingresa    | Eliminada    |              |              |              |              |              |  |
| Kelly        | Salvada   | Gana      | Gana      | Gana     | Salvada  | Salvada      | Inmune       | Abandona     |              |              |              |              |              |  |
| Frouke       | Salvada   | Eliminada | Reingresa | Salvada  | Gana     | Salvada      | Eliminada    |              |              |              |              |              |              |  |
| Mitchell     | Gana      | Gana      | Salvada   | Gana     | Salvada  | Eliminada    |              |              |              |              |              |              |              |  |
| Jeroen       | Salvado   | Salvado   | Gana      | Salvado  | Abandona |              |              |              |              |              |              |              |              |  |
| Patrick      | Salvado   | Salvado   | Gana      | Abandona |          |              |              |              |              |              |              |              |              |  |
| Henk         | Salvado   | Abandona  |           |          |          |              |              |              |              |              |              |              |              |  |
| Sarah        | Eliminada |           |           |          |          |              |              |              |              |              |              |              |              |  |
| Erestine     | Eliminada |           |           |          |          |              |              |              |              |              |              |              |              |  |

Competencia en equipos (Días 1-15)
     El participante gana junto a su equipo y continua en competencia.
     El participante pierde junto a su equipo pero no es eliminado.
     El participante pierde junto a su equipo y posteriormente es eliminado.
     El participante es eliminado, pero vuelve a ingresar.
     El participante abandona la competencia.
Competencia individual (Días 16-46)
     Ganadora de Expeditie Robinson 2004.
     2°.Lugar de Expeditie Robinson 2004.
     El participante gana la competencia y queda inmune.
     El participante pierde la competencia, pero no es eliminado.
     El participante es eliminado de la competencia.